# 圖蓬加托河
圖蓬加托河（西班牙語：Río Tupungato）是阿根廷的河流，位於該國西北部，由門多薩省負責管轄，發源自圖蓬加托火山，最終注入門多薩河，流域面積1,858平方公里。

## 外部連結
- Basin of the Tupungato River by Luis Alberto Fornero (in Spanish)